# Festival Internacional de la Cultura de Boyacá 2019
La 47.ª edición del Festival Internacional de la Cultura de Boyacá, celebrada en la ciudad colombiana de Tunja, Tuvo lugar entre el 20 de julio y el 8 de agosto de 2019. Para esta edición, el festival estuvo dedicado a la historia del bicentenario de Colombia y a los municipios que fueron clave para la gesta de las tropas libertadoras, motivo por el cual se denominó 'Bicentenario de Libertad’; un homenaje a quienes gestaron la hazaña desarrollada en el territorio hace 200 años cuando, el 7 de agosto de 1819, unos soñadores que gestaron el título de patriotas llevaron a la libertad del país y de las demás repúblicas bolivarianas y preservar su legado para las futuras generaciones. El evento expuso las artes en toda su magnitud y reunió representantes de la literatura, cine, gastronomía, música, artesanía, danza y teatro en las ciudades de Tunja, Chiquinquirá, Duitama, Paipa, Gachantivá, Santa Sofía, Sogamoso, Villa de Leyva y la descentralización de los centros penitenciarios. En esta edición del festival, como en las versiones anteriores, no hubo país o ciudad invitada de honor. También se desarrolló la caravana FIC pa'l pueblo, un proyecto pedagógico y cultural que reafirma el concepto de que la cultura nace en los pueblos y es para todos. Llevando a los municipios boyacenses de la denominada "Ruta Libertadora" con el gran formato FIC, que reúne cada una de las áreas artísticas con grandes presentaciones, la caravana inició su recorrido el 27 de junio en el municipio de Paya y terminó el 8 de agosto en Ventaquemada.
El lanzamiento local del festival se llevó a cabo el 22 de junio en el Teatro Maldonado de Tunja, con la presentación por primera vez en el país de la Compañía Atalaya Teatro de España. El lanzamiento nacional se realizó el 18 de julio en el Teatro Colón de Bogotá y el evento inaugural se realizó el 20 de julio en la Plaza de Bolívar de Tunja, con la puesta en escena del Carnaval de los Países Hermanos, integrado por la Muestra del Carnaval de Oruro a cargo de las Diabladas Urus de Bolivia, Choleras Andinas Ecuatorianas a cargo del Ballet Folclórico "Masha Danza" de la Universidad Técnica de Cotopaxi de Ecuador, A Grito de Independencia a cargo del Colectivo Artístico Bicentenario de Boyacá y el Performance Independiente El Espía Del 7 de Agosto.  
El evento estuvo organizado por Carlos Andrés Amaya (Gobernador de Boyacá), Daniela Assis Fierro (Gestora Social del Departamento), Luis Eduardo Ruiz Peña (Secretario de Cultura y Patrimonio de Boyacá), Jorge Enrique Pinzón (Gerente Fondo Mixto de Cultura de Boyacá), Maurix Benítez (Gerente del FIC) y Carlos Eduardo Vargas Contreras (Coordinador General FIC).

## Eventos destacados[1]
| Día         | Nombre del evento | Ciudad                    |
| ----------- | --- | ------------------------- |
| 20 de julio | Acto inaugural FIC y puesta en escena del Carnaval de los Países Hermanos. | Tunja                     |
| 21 de julio | Fútbol a la Independencia y concierto previo del partido Patriotas Boyacá vs. Atlético Junior de Barranquilla. | Tunja                     |
| 23 de julio | Festival de Rock, Viva el Planeta. | Duitama                   |
| 25 de julio | Concierto Llanero, Homenaje a Los Lanceros. | Pantano de Vargas (Paipa) |
| 3 de agosto | Concierto de Espinoza Paz. | Paipa                     |
| 4 de agosto | Concierto Góspel, Vigilia para Celebarar la Libertad. | Tunja                     |
| 4 de agosto | Concierto de Paola Jara. | Toca                      |
| 5 de agosto | Desfile de modas Bicentenario de Libertad, Aquí Nació Colombia; con la presentación de los diseñadores: Nidal Nouaihed de Venezuela, Tony Vergara de Panamá, Yiro Sivirich del Perú, Fabrizio Celleri de Ecuador, Rosita Hurtado de Bolivia y Virgilio Madinah de Colombia. | Tunja                     |
| 6 de agosto | Concierto de los Países Hermanos. | Tunja                     |
| 7 de agosto | Conmemoración del Bicentenario, Más Colombianos Que Nunca; Ensamble Musical Con la Orquesta Sinfónica Nacional de Colombia, Performance "El Crisol Mágico" y Video Mapping. (Video Maping exhibido al público los días miércoles 7, viernes 9 y sábado 10 de agosto)        | Tunja                     |
| 8 de agosto | Concierto Somos Región, Somos Colombia. | Tunja                     |

## Artistas destacados
| País participante    | Arte   | Artista o evento                          |
| -------------------- | ------ | ----------------------------------------- |
| Colombia             | Música | Walter Silva con las Sinfónicas de Boyacá |
| Colombia             | Música | Orlando "Cholo" Valderrama                |
| Colombia             | Música | Orquesta Sinfónica Nacional de Colombia   |
| Colombia             | Música | Coro de la Opera de Colombia              |
| Colombia             | Música | Silvestre Dangond                         |
| Colombia             | Música | Martha Elena Hoyos                        |
| Colombia             | Música | Jamaruk                                   |
| Colombia             | Música | Álex Campos                               |
| Colombia             | Música | Doctor Krápula                            |
| Colombia             | Música | Paola Jara                                |
| Colombia             | Música | Adriana Lucía                             |
| Colombia             | Música | Fonseca                                   |
| Colombia             | Música | Yuri Buenaventura                         |
| Colombia             | Música | Juan Carlos Coronel                       |
| Colombia             | Música | Maía                                      |
| Colombia             | Música | Markitos Micolta                          |
| Colombia             | Música | Los Rolling Ruanas                        |
| Colombia             | Música | Totó la Momposina                         |
| Colombia             | Música | Aries Vigoth                              |
| Colombia             | Música | Herencia de Timbiquí                      |
| Colombia             | Música | Santiago Cruz                             |
| Colombia             | Música | Grupo Niche                               |
| Venezuela            | Música | Luis Silva                                |
| Venezuela            | Música | Nacho                                     |
| Ecuador              | Música | Juan Fernando Velasco                     |
| Perú                 | Música | Susana Baca                               |
| Bolivia              | Música | Fabio Zambrana y Azul Azul                |
| Panamá               | Música | Hermanos Gaitán                           |
| México               | Música | Espinoza Paz                              |
| México               | Música | Marcela Gándara                           |
| México               | Música | Marco Barrientos                          |
| Estados Unidos       | Música | Christine D'Clario                        |
| República Dominicana | Música | Lilly Goodman                             |
| Guatemala            | Música | Lowsan Melgar                             |
| Guatemala            | Música | Miel San Marcos                           |